# Digital Audio Broadcasting in Österreich

Logo Digital Audio Broadcasting

Logo Digital Radio für Radioübertragung nach DAB-Standard

Der Betrieb von Digital Audio Broadcasting in Österreich begann mit einem ersten DAB+ Testbetrieb von Mai 2015 bis April 2018 unter der Federführung des Vereins Digitalradio Österreich in Wien, jedoch ohne die Beteiligung des ORF und des landesweiten Privatsenders Kronehit. Dieser wurde im April 2018 als Bedeckung II (lokal oder regional) unter dem Namen CityMUX in den Regelbetrieb überführt. Betreiber des ersten Regionalen DAB+ Multiplex in Wien ist die RTG Radio Technikum GmbH.
Der Regelbetrieb für die Bedeckung I (bundesweit) startete am 28. Mai 2019.
Außerdem nutzen ausländische Anbieter die Nähe zu Deutschland und der Schweiz zur Ausstrahlung von deren Paketen von grenznahem, österreichischem Territorium aus.
Entwickelt wurde Digital Audio Broadcasting (DAB) im Eureka-147-Projekt der EU in den Jahren 1987–2000. Der DAB-Standard ist unter dem Code EN 300 401 online von der europäischen Standardisierungsorganisation ETSI erhältlich.

## Entwicklung in Österreich

### DAB
Der ORF und die 2005 ausgegliederte ORS betrieben auf experimenteller Basis zwischen Jänner 1999 und Ende 2008 DAB-Sender in Wien und Tirol.
In Wien wurde zwischen Jänner 1999 und Ende 2008 über drei Sendeanlagen am Bisamberg, Kraftwerk Donaustadt und beim ORF-Zentrum Küniglberg im Block 12B die Programme Ö1, Radio Wien, Ö3 und FM4 ausgestrahlt.
Im Tiroler Unterinntal wurde zwischen September 2000 und Ende 2008 über den Sender Patscherkofel und Innsbruck 2 - Seegrube im Block 12C die Programme Ö1, Radio Tirol, Ö3 und FM4 gesendet, um einen durchgehenden DAB-Empfang von Deutschland bis Italien zu ermöglichen.
Allerdings hat sich DAB (d. h. die erste Norm mit „Musicam“-Codec) in Österreich aufgrund fehlender Nachfrage von Programmveranstaltern bis zu seinem Ende nicht durchsetzen können. Die Rundfunk und Telekom Regulierungs-GmbH (RTR-GmbH) schrieb dazu zwischen 2006 und 2009 auf ihrer Website, die Ausstrahlung liefe „[…] praktisch aber unter Ausschluss der Öffentlichkeit.“ Mit Ende 2008 wurde die Programmausstrahlung von der ORS auf DAB beendet.
Von 2000 bis Ende 2008 wurden von der ORS in Wien und Innsbruck folgende Radioprogramme digital ausgestrahlt:
- Ö1
- Radio Wien bzw. Radio Tirol
- Ö3
- FM4

### DAB+
Der ORS wurde im Mai 2012 die Genehmigung zum befristeten DAB-Plus-Testbetrieb auf Kanal 6A am Sender Pfänder für die Dauer vom 1. Oktober 2012 bis zum 1. Oktober 2013 erteilt, jedoch nicht in Anspruch genommen.
Aufgrund der Topografie und der Nähe zu den Nachbarländern haben von dieser Sendeanlage bereits ausländische DAB-Plus-Multiplexe eine Zulassung:
In Südtirol werden die ORF Sender Ö1, Radio Tirol, Ö3 und FM4 über das DAB+ Netz der Rundfunk-Anstalt Südtirol verbreitet das Reichweiten bis Innsbruck ermöglicht.
- Bayern Digital Radio GmbH (Kanal 8B und 10A)[10]
- Bayerischer Rundfunk (Kanal 11D)[11]
- Media Broadcast (Kanal 5C)[12]
- Südwestrundfunk (Kanal 8A)[13]
- Schweizerische Radio- und Fernsehgesellschaft (Kanal 12C)[14]
- SwissMediaCast AG (Kanäle 7D und 9B)[15][16]

Die Rundfunk und Telekom Regulierungs-GmbH (RTR-GmbH) hatte im Juni 2012 zu Interessensbekundungen aufgerufen.
Im August 2013 wurde bekanntgegeben, dass in Wien – vorbehaltlich der Zustimmung der Regulierungsbehörde Kommunikationsbehörde Austria – ein DAB+-Pilotversuch starten soll. Geplant ist die Verbreitung über ein Gleichwellennetz mit zwei Senderstandorten, wobei der leistungsstärkere der beiden Standorte mit 10 kW betrieben wird. Die an diesem Test teilnehmenden Rundfunkveranstalter sind noch nicht bekannt. Anlässlich einer Präsentation zum 40-Jahr-Jubiläum der Rundfunk-Anstalt Südtirol wurde bekanntgegeben, dass im Rahmen des Euregio-Projekts auch vom Sender Patscherkofel bei Innsbruck DAB+-Programme abgestrahlt werden sollen.
Am 15. April 2015 hätte ein Testbetrieb im Standard DAB+ erfolgen sollen. 15 Programme wurden zum Sendestart im Wiener Testensemble erwartet. Vor Sendestart stiegen jedoch die beiden größten Anbieter, der ORF und KroneHit, wieder aus dem Projekt aus. Am 21. Mai 2015 wurde der Testbetrieb mit 15 Radioprogrammen gestartet, zur befürchteten Verzögerung mit reduzierter Senderanzahl kam es nicht.
Der ORF begründet den Ausstieg mit, nach Meinung der Medienbehörde KommAustria, unzutreffenden rechtlichen Bedenken, KroneHit kritisiert die Vermarktung von DAB+ als „Frontalangriff auf UKW“. KroneHit-Geschäftsführer Ernst Swoboda sieht webbasiertes Radio als „das zukunftsträchtige Digitalradio“, das erst durch DAB+ ergänzt werden solle, wenn das Internet den UKW-Rundfunk weitgehend verdrängt habe und die teure UKW-Verbreitung durch das günstigere DAB+ ersetzt werden müsse. Der damalige Geschäftsführer des Vereins Digitalradio Österreich Gernot Fischer vermutete, die beiden UKW-„Platzhirsche“ fürchteten um ihre Alleinstellung, die sie in weiten Teilen Österreichs hätten.
Ab 28. Mai 2015 war in Wien der Empfang von Digitalradio im System DAB+ im Rahmen eines Testbetriebs möglich. Die ORS ist Lizenzinhaber und betrieb in Partnerschaft mit dem „Verein Digitalradio Österreich“ den Multiplex für das Programmbouquet und zwei Senderstandorte in Wien. Die Sender im Test-Ensemble waren:
- Arabella Rock, Radio Arabella GmbH
- Radio Melodie, Radio Arabella GmbH
- LoungeFM, Livetunes Network GmbH
- Energy Wien (heute Energy Österreich), N&C Privatradio Betriebs GmbH
- Radio Stephansdom Klassik, Stiftung Radio Stephansdom
- Welle 1, Welle Salzburg GmbH u. Co.KG
- NOW Radio, ERF Medien Österreich GmbH
- ERF Plus Österreich, ERF Medien Österreich GmbH
- Herold Relax, Herold Business Data GmbH
- Radio Maria, Verein Radio Maria Österreich
- Mega Radio, Mega Radio Österreich
- ARBÖ Verkehrsradio, ARBÖ
- Radio Technikum, Radio Technikum GmbH
- Radio Allelon

Am 31. Jänner 2017 wurden die Multiplexe I (Bedeckung bundesweit) und II (regional oder lokal) von der KommAustria ausgeschrieben. Frühestens ab 3. April 2018 sollten elf Anbieter in Wien und Umgebung den Sendebetrieb über DAB+ aufnehmen. Die Programme, die überwiegend noch nicht in Wien über UKW zu empfangen sind, bieten Wort- und Informationsbeiträge sowie Sparten-Musikangebote für verschiedene Interessen. Ein bundesweiter Multiplex, welchem die ORS betreibt, erhielt im August 2018 die Zulassung und soll ab 28. Mai 2019 in drei Ausbauphasen bis zu 83 % der Österreichischen Bevölkerung erreichen.

### Lokale Multiplexe

#### CityMUX Wien II
Am 3. April 2018 ging am Sender Wien 9 (DC-Tower in der Wiener Donau-City) auf Kanal 11C der „CityMUX Wien II“ mit 12,6 kW in Betrieb. Während der Pilotphase (vor einem Frequenzkoordinierungsverfahren wurde vorübergehend Kanal 11D genutzt) war ein zweiter Standort in Betrieb, ebenfalls in Wien. Betreiber des Multiplexes ist die RTG Radio Technikum GmbH, die Sendeanlage wird von der Österreichische Rundfunksender GmbH & Co KG betrieben. Vermarktet wird DAB+ in Österreich über den Verein Digitalradio Österreich.
Folgende Programme gehören zum Ensemble (Stand: 1. Februar 2025). Nach Betriebsaufnahme des bundesweiten DAB-Multiplex Austria wechselten einige Programmanbieter wie Energy Österreich, Mein Kinderradio, Radio Maria dorthin.
- #City Jazz (120 kbps)
- #Metal Radio (72 kbps)
- *Austrian Power* (72 kbps)
- ARBÖ Verkehrsradio (72 kbps)
- City23 (72 kbps)
- NOW Radio (72 kbps)
- Radio Fantasy Wien (96 kbps)
- Radio Radieschen (56 kbps)
- Radio Weanarisch (72 kbps)
- Sout Al Khaleej (72 kbps)
- Türk Radyo (64 kbps)
- YU Radio (72 kbps)
- EWF Info (24 kbps)

Bei Bedarf werden mehrere Bedeckungen ausgeschrieben, wie die angedeuteten Stadt-Muxe für Linz und Graz.

### Bundesweiter Multiplex I
Am 28. Mai 2019 startete in Österreich der landesweite DAB+-Bundesmux I. Der Aufbau des Sendernetzes erfolgte in vier Schritten. Seit dem Start versorgen drei Sendeanlagen den Großraum Wien, dazu kamen Sender in Graz, Linz, am Sonnwendstein und am Pfänder. In den weiteren Ausbauphasen wurden die restlichen Bundesländer erschlossen und im Endausbau können rund 83 Prozent der österreichischen Bevölkerung den Multiplex empfangen.
Übertragen werden die Programme
- #Radio ONE (80 kbit/s)
- * 88,6 * (72 kbit/s)
- Antenne Österreich (72 kbit/s)
- arabella HOT (72 kbit/s)
- arabella MAGIC (72 kbit/s)
- Energy (96 kbit/s)
- ERF Süd (40 kbit/s)
- jö.live (72 kbit/s)
- KLASSIK RADIO (72 kbit/s)
- Mein Kinderradio (40 kbit/s)
- oe24 Radio (72 kbit/s)
- Radio Maria Österreich (72 kbit/s)
- Radio Stephansdom Klassik (72 kbit/s)
- Rock Antenne (72 kbit/s)
- Schlagerradio Flamingo (72 kbit/s)
- WELLE 1 (72 kbit/s)
- ORS EPG (16 kbit/s Daten)
- ORS TPEG (8 kbit/s Daten, geplant)

Übertragen werden die Programme auf unterschiedlichen Kanälen
Kanal 5B - 176,928 MHz:
- Salzburg: Salzburg (Gaisberg)
- Tirol: Innsbruck (Patscherkofel)
- Vorarlberg: Bregenz (Pfänder)

Kanal 5D - 180,064 MHz:
- Niederösterreich: Semmering (Sonnwendstein), St. Pölten (Jauerling)
- Steiermark: Bruck an der Mur (Mugel), Schladming (Hauser Kaibling)
- Wien: Wien (Kahlenberg), Wien (DC Tower 1), Wien (Liesing)

Kanal 6A - 181,936 MHz:
- Kärnten: Klagenfurt (Dobratsch), Wolfsberg (Koralpe)

Kanal 6D - 187,072 MHz:
- Oberösterreich: Linz (Lichtenberg)

Kanal 8A - 195,936 MHz:
- Burgenland: Rechnitz (Hirschenstein)
- Steiermark: Graz (Schöckl)

#### Bundesweiter Multiplex III
Übertragen werden die Programme
- #Radio Rot Weiss Rot (112 kbp/s)
- #Super 80s (112 kbp/s)
- *SOL* (56 kbp/s)
- Radio Arabella (72 kbp/s)
- Antenne (72 kbp/s)
- Flash 90s (72 kbp/s)
- Beats Radio  (72 kbp/s)
- LoungeFM (40 kbp/s)
- Inforadio (40 kbp/s)
- Radio Nostalgie (96 kbp/s)
- Superfly (72 kbp/s)
- Radio VM1 (72 kbp/s)
- XXXL RADIO (72 kbp/s)
- Musiksender Gewerkschaft Öffentlicher Dienst (72 kbp/s)

#### Landesweite/regionale Multiplexe II
Auf Grundlage ihres Digitalisierungskonzeptes 2021, schrieb die Kommunikationsbehörde Austria (KommAustria) die Planung, den Aufbau und den Betrieb sogenannter Multiplex-Plattformen (MUX) für die Übertragung des digitalen, über Antenne zu empfangenden Digitalradios DAB+ aus. Damit bietet die Medienbehörde die Möglichkeit, Zulassungen für den Betrieb eines bundesweiten, auch regionalisierbaren Multiplexes und mehrerer regionaler Multiplexe zu beantragen, über die jeweils ca. 15 DAB+ Radioprogramme verbreitet werden können. Von den regionalen Zulassungen ist lediglich das Bundesland Wien ausgenommen, wo bereits seit 2018 ein regionaler DAB+ Multiplex in Betrieb ist.

#### Mux II NÖ/Bgld-N
- EuroDance X-Press (112 kbp/s)
- Pirate Radio (112 kbp/s)
- OÖNow (72 kbp/s)
- Radio MediaMarkt (72 kbp/s)

#### Mux II Sbg/OÖ
- Antenne Salzburg (72 kbp/s)
- Life Radio (96 kbp/s)
- OÖNow (72 kbp/s)
- Radio MediaMarkt (72 kbp/s)
- Radio U1 (72 kbp/s)

#### Mux II Stmk/Ktn/Bgld-S
- Antenne Kärnten (72 kbp/s)
- Antenne Steiermark (72 kbp/s)
- Grün-Weiß (72 kbp/s)
- Radio MediaMarkt (72 kbp/s)
- Radio Val Canale (72 kbp/s)
- Rock FM (48 kbp/s)
- Soundportal (72 kbp/s)

#### Mux II Tirol
- Life Radio Tirol (72 kbp/s)
- Radio MediaMarkt (72 kbp/s)
- Radio U1 (72 kbp/s)

#### Mux II Vorarlberg
- 80er90er MEGAMIX (72 kbp/s)
- Antenne PartyMix (72 kbp/s)
- Antenne Vorarlberg (72 kbp/s)
- Radio MediaMarkt (72 kbp/s)

Siehe: Digitalisierungskonzept 2021: Verordnung der KommAustria über ein Digitalisierungskonzept zur Einführung, zum Ausbau und zur Weiterentwicklung von digitalem Rundfunk (Fernsehen und Hörfunk). Abgerufen am 15. Juni 2021.

### Andere digitale Systeme
Seit Dezember 2009 sind vereinzelt digitale Radiosender in Österreich empfangbar:
In den DVB-T2-Multiplexen A und F senden die österreichweiten Programme Ö1, Hitradio Ö3 und FM4 sowie Radio Maria Österreich. Die beiden Programme Kronehit und Ö24 wurden auf Mux F jedoch wieder eingestellt. Eine Ausstrahlung der neun ORF-Regionalhörfunkprogramme wurde seitens der RTR nicht genehmigt.
Auf Mux C (Steiermark, allerdings als TV-Programm) war Soundportal auf Sendung (Multiplex mittlerweile nicht mehr in Betrieb).
Die Ausstrahlung einiger Stationen über DVB-H wurde 2010 eingestellt.
Die Wiedereinführung von DAB in der Variante DAB+ war Anfang 2011 wegen des Fehlens überzeugender Erfolgsmeldungen aus dem Ausland von den Programmanbietern vorerst nicht geplant.
Auch Internetradio ist bereits als Digitalradio in Österreich etabliert und wird derzeit z. B. von KroneHit als digitale Alternative zum terrestrischen UKW-Hörfunk favorisiert. Direkt nach dem Ausstieg aus dem DAB+-Testprojekt gaben KroneHit, Life Radio und Antenne Steiermark die Gründung der Internetradio-Plattform Radioplayer Österreich bekannt. Sie basiert auf einer britischen Plattform, die dort von der BBC und Privatsendern initiiert wurde und inzwischen international vertrieben wird. Radioplayer Österreich konkurriert mit früher eingeführten Streaming-Plattformen, wie z. B. radio.de, das sich mit österreichischen Sendern an österreichisches Publikum richtet.